# Невлюдов Ігор Шакирович
І́гор Шаки́рович Невлю́дов (нар. 25 листопада 1940, м. Коломна, РСФРР) — завідувач кафедри комп'ютерно-інтегрованих технологій, автоматизації та мехатроніки Харківського національного університету радіоелектроніки, доктор технічних наук, професор, заслужений діяч науки і техніки України (2013), лауреат Державної премії в галузі науки і техніки України (2014).

## Біографія
Ігор Невлюдов народився 25 листопада 1940 року у місті Коломна Московської області РСФРР.
1967 року завершив навчання в Харківському гірничому інституті та Українському заочному політехнічному інституті.
14 років працював у промисловості, обіймаючи як інженерні, так і керівні посади перед вступом до аспірантури.
Упродовж трьох років, починаючи з 1971 року, навчався в аспірантурі, а 1974 року ним була захищена кандидатська дисертація.
1976 року ним було отримане звання доцента.
Ігор Невлюдов захистив докторську дисертацію 1985 року, а через два роки отримав звання професора кафедри технології та виробництва радіоапаратури.
Десять років з 1985 до 1995 року він обіймав посаду декана факультету конструювання радіоапаратури Харківського національного університету радіоелектроніки.
1995 року і до сьогодні — завідувач кафедри комп'ютерно-інтегрованих технологій, автоматизації та мехатроніки.

## Наукова робота
Ігор Невлюдов є очільником наукової школи в галузі технології та автоматизації виробництва радіоелектронного приладобудування. У рамках роботи цієї школи було випущено 27 кандидатів та 5 докторів технічних наук.
Також під його безпосереднім керівництвом були виконані і виконуються міжнародні та держбюджетні проекти (9 проєктів починаючи з 2002 року). Серед міжнародних слід виділити Horizont 2020 (2018).

## Творчий доробок
Ним опубліковано понад 550 наукових праць із них: 6 підручників, 24 навчальних посібника, 10 монографій. Також ним було отримано 16 патентів та 34 авторських свідоцтва.
Серед основних праць слід виділити:
- Інформаційні оптоволоконні мережі зв'язку банківських систем [Текст]: навч. посібник для студ. радіотехнічних спец. вищих навч. закл., які навч. за напрямом «Електронні апарати» / І. Ш. Невлюдов [и др.] ; Науково-методичний центр вищої освіти, Харківський національний ун-т радіоелектроніки. — Х. : ХНУРЕ, 2004. — 232 с.
- Невлюдов І. Ш. Основи виробництва електронних апаратів: підручник для студ. вищих навч. закл. / І. Ш. Невлюдов. — Х. : ТОВ «Компанія СМІТ», 2006. — 592 с.
- Введення в мікросистемну техніку та нанотехнології [Текст]: підруч. для студ. вищ. навч. закл., які навчаються за напрямом підготов. «Радіоелектронні апарати» / В. В. Семенець, І. Ш. Невлюдов, В. А. Палагін. — Х. : Компанія СМІТ, 2011. — 415 с.
- Моделі структурного синтезу для управління параметрами інфокомунікаційних мереж систем критичної інфраструктури: монографія / В. В. Косенко, І. Ш. Невлюдов. — Харків: Харків. нац. ун-т радіоелектроніки, 2019. — 162 с.

## Нагороди
- заслужений діяч науки і техніки України (2013)[8];
- лауреат Державної премії в галузі науки і техніки України (2014)[9][10];
- лауреат Державної премії України в галузі освіти за роботу «Інтегроване інформаційно-освітнє середовище та реабілітаційні заходи для забезпечення рівного доступу до якісної освіти осіб з особливими освітніми потребами» (2019)[11];
- знак «Відмінник освіти України» (2001);
- знак «За наукові досягнення» (2005);
- грамота Верховної ради України (2020)[12];
- переможець обласного конкурсу «Вища школа Харківщини — кращі імена у номінації „Завідувач кафедри“» (2000);
- дипломант обласного конкурсу «Вища школа Харківщини — кращі імена у номінації „Завідувач кафедри“» (2015);
- обласна стипендія в галузі науки ім. Г. Ф. Проскури (2010).